# Lampetis tristis
Lampetis tristis es una especie de escarabajo del género Lampetis, familia Buprestidae. Fue descrita científicamente por Linnaeus en 1758.